# Vicia serinica
Vicia serinica là một loài thực vật có hoa trong họ Đậu. Loài này được R.Uechtr. & Huter miêu tả khoa học đầu tiên.